# 川島義之
川島義之（日语：かわしま よしゆき，1878年5月25日—1945年9月8日）是日本帝國陸軍將領，最高軍銜為大將，曾任作戰資材整備會議幹事長、陸軍省人事局長、近衛步兵第1旅團長、第19師團長、第3師團長、教育總監部本部長、朝鮮軍司令官、軍事參議官和陸軍大臣等職務，特別是在二二六事件中扮演重要角色，事件結束後川島也被降為預備役，直至二次大戰結束皆再無擔任重要職務，於戰爭結束後不久的9月8日逝世。